# Vertrag von Durham (1212)
Im Vertrag von Durham wurde am 2. Februar 1212 zwischen den Königen von England und Schottland ein Abkommen zur gegenseitigen Unterstützung geschlossen. Dafür musste der schottische König Wilhelm I. dem englischen König Johann Ohneland Zugeständnisse machen.

## Vorgeschichte
Nachdem es 1209 fast zu einem Krieg zwischen England und Schottland gekommen war, musste König Wilhelm im Vertrag von Norham dem englischen König Johann Ohneland demütigende Zugeständnisse machen. Die Schotten mussten zahlreiche Geiseln stellen, dem englischen König eine hohe Geldsumme zahlen und der schottische König musste dem englischen König seine beiden ältesten Töchter übergeben. Wahrscheinlich sollte mindestens eine der Töchter mit einem der Söhne des englischen Königs verheiratet werden. Auch wenn er ihm nicht huldigen musste, musste der schottische König durch den Vertrag faktisch die Oberherrschaft des englischen Königs anerkennen.
1211 sah sich der bereits ältere schottische König einer umfassenden Rebellion unter der Führung von Guthred Macwilliam in Nordschottland gegenüber. Ein Feldzug gegen die Rebellen scheiterte, und da der Winter von 1211 bis 1212 besonders streng war, konnte der König keinen neuen Feldzug nach Nordschottland führen. Der König fürchtete offenbar, dass eine länger andauernde Rebellion seine Herrschaft stark belasten würde. Deshalb wandte er sich an den englischen König und bat diesen um Hilfe. Möglicherweise trafen sich die beiden Könige bereits in Carlisle, wo Wilhelm über die Rebellion in Nordschottland und Johann Ohneland über den Kampf gegen die einheimischen Iren in Ulster berichtete. Beide Könige reisten dann gemeinsam weiter nach Durham.

## Vertragsinhalt
In Durham schlossen der englische und der schottische König am 2. Februar 1212 ein gegenseitiges Unterstützungsabkommen. Der schottische König wurde von seiner Frau Ermengarde de Beaumont begleitet, die aktiv an den Verhandlungen beteiligt war und zwischen den beiden Königen vermittelte. Mit dem Abkommen machte der schottische König dem englischen König noch größere Zugeständnisse als im Vertrag von Norham. Er gab ihm nicht nur das Recht, seine beiden ältesten Töchter zu verheiraten, sondern erlaubte ihm auch, in den nächsten sechs Jahren eine Frau für den damals dreizehnjährigen Thronfolger Alexander auszusuchen. Beide Könige vereinbarten, im Falle des Todes des anderen Königs die Thronfolge von dessen ältesten Sohn zu sichern. Dazu versprachen sich beide Könige gegenseitige Unterstützung zur Durchsetzung ihrer berechtigten Interessen. Für den schottischen König bedeutete dies militärische Hilfe im Kampf gegen die Rebellen der Macwilliams, während der englische König vielleicht schon den Konflikt mit seinen Baronen im Blick hatte. Dazu erwartete er auch schottische Unterstützung gegen die verschiedenen Herrschaften des Königreichs der Inseln in Westschottland, die den Handel mit dem unter englischer Herrschaft stehenden Irland bedrohten. Auf schottischer Seite bezeugte einzig Alan, Lord of Galloway, den Vertrag. Der Lord of Galloway verfolgte im Königreich der Inseln auch eigene Interessen und war vielleicht aktiv an der Abfassung des Vertragsinhalts beteiligt. Kurz vor Abschluss des Vertrags hatte Johann Ohneland umfangreichen Landbesitz im nordirischen Antrim an den Lord of Galloway vergeben.
Nach Abschluss des Vertrags huldigte der schottische Thronfolger Alexander in Alnwick dem englischen König für die englischen Besitzungen der schottischen Könige. Wahrscheinlich begleitete er dann den englischen König nach Süden. Am 4. März 1212 wurde er im Gästehaus des Priorats von St Brides in Clerkenwell bei London in einer feierlichen Zeremonie vom englischen König zum Ritter geschlagen. Dann kehrte er vermutlich zusammen mit einem Söldnerheer nach Schottland zurück, das ihm der englische König zur Niederschlagung der Rebellion in Nordschottland zur Verfügung gestellt hatte. Die Söldner kamen aber wahrscheinlich nicht mehr zum Einsatz, denn Guthred Macwilliam, der Führer der Rebellen, war von seinen eigenen Männern verraten worden und wurde als Gefangener zu Alexander gebracht.

## Folgen
Der Vertrag von Durham bedeutete eine erneute Demütigung für den schottischen König. In dem der englische König das Recht erhielt, die Kinder des schottischen Königs zu verheiraten, konnte er die Geschicke der Canmore-Dynastie lenken. Der schottische König konnte seine Töchter dagegen nicht mehr dazu benutzen, um Heiratsbündnisse zu schließen. Der Thronfolger Alexander soll über den englischen König so verbittert gewesen sein, dass er nur wenige Monate nach dem Tod seines Vaters im Oktober 1215 einen Krieg gegen den englischen König begann. Andererseits verbesserte der Abschluss des Vertrags zunächst erheblich das Verhältnis zwischen Wilhelm und Johann Ohneland, was aber nicht lange anhielt.
Von dem Vertrag ist nur eine in den 1230er Jahren gefertigte Abschrift des englischen Schatzamts erhalten, die wahrscheinlich verändert wurde. Der genaue Vertragsinhalt ist deshalb unbekannt. Die originalen Urkunden wurden nach dem Abschluss des Vertrags von York 1237 zwischen England und Schottland ausgetauscht und vermutlich vernichtet. Der schottische Chronist Walter Bower berichtete ausführlich vom Abschluss des Vertrags, wobei er sich vermutlich auf einen nicht erhaltenen Bericht von William Malveisin, des schottischen Bischofs von St Andrews stützte.